# Illerim (1754)
Illerim var en fregatt som byggdes 1756 på det privata Pilgarts varv på Stumholmen i Karlskrona av skeppsbyggmästaren Gilbert Sheldon.
Fartyget gjorde bland annat en sjöexpedition 1780 till Medelhavet .
Fartyget såldes 1802 till Svenska Ostindiska kompaniet och tjänade där ytterligare fem år, innan det överläts på ett ryskt handelshus. Den första resan för Ostindiska kompaniet startade 5 maj 1802, den andra och sista 1804. 